# Hipersomnia
Hipersomnia (nadmierna senność) – występowanie senności mimo przespania nocy oraz przedłużanie się snu lub występowanie jego epizodów w czasie przeznaczonym na aktywność. Rozpoznanie hipersomnii (pierwotnej nadmiernej senności) następuje wtedy, gdy objawy występują dłużej niż miesiąc oraz zostaną wykluczone przyczyny somatyczne, psychiczne, inne dyssomnie i parasomnie oraz przyjmowanie substancji psychoaktywnych.

## Hipersomnia z przyczyn niepierwotnych
- zaburzenia snu i psychiczne
  - narkolepsja
  - zespół bezdechu śródsennego
  - zaburzenia rytmu snu i wstawania
  - wszystkie parasomnie
  - atypowa depresja
  - zespół abstynencyjny
  - nadmierna senność będąca następstwem bezsenności bądź niedostatecznej ilości snu
- choroby somatyczne
  - zapalenie mózgu i opon mózgowych
  - udar mózgu, uraz głowy oraz urazy chorobowe ścieśniające przestrzeń śródczaszkową
  - choroby neurodegeneracyjne
  - zmiany endokrynne, metaboliczne oraz wywołane przez toksyny
  - zespół Kleinego-Levina
- substancje psychoaktywne
  - alkohol etylowy
  - leki przeciwpsychotyczne, benzodiazepinowe, leki przeciwdepresyjne typu TLPD

Hipersomnia może być objawem klinicznym depresji maskowanej (to jest takiego rodzaju depresji, w którym endogenny zespół depresyjny maskowany jest przez inne objawy).

## Leczenie
Pierwotną nadmierną senność leczy się stymulantami, takimi jak: deksamfetamina, metylofenidat czy modafinil.

## Klasyfikacja ICD10
| kod ICD10     | nazwa choroby                                  |
| ------------- | ---------------------------------------------- |
| ICD-10: F51.1 | Nieorganiczna hipersomnia                      |
| ICD-10: G47.1 | Zaburzenia z nadmierną sennością (hypersomnia) |